# .44 Magnum
Die .44 Remington Magnum ist eine leistungsstarke Patrone für Kurzwaffen. Sie wurde in erster Linie für die Verwendung in Revolvern ausgelegt, daher besitzt die Patronenhülse einen überstehenden Rand. Es wurden aber auch einige Pistolen und Unterhebelrepetierer entwickelt, die die .44 Magnum verschießen können. Der Name bezieht sich auf die Kaliberklasse  in Zoll (das tatsächliche Kaliber beträgt 0,429 Zoll bzw. 10,8966 mm). Der Zusatz Magnum weist auf höhere ballistische Leistungen innerhalb dieser Kaliberklasse hin.

## Bezeichnung
Im deutschen Nationalen Waffenregister (NWR) wird die Patrone unter Katalognummer 182 unter folgenden Bezeichnungen geführt (gebräuchliche Bezeichnungen in Fettdruck)
- .44 Rem Mag (Hauptbezeichnung)
- .44 S&W Magnum
- .44 Magnum

## Beschreibung
Von den späten 1920er Jahren bis 1955 experimentierte Elmer Keith mit Patronen des Kalibers .44 Special, da er diese als ideale Revolver-Patrone betrachtete. Er ging nach der Methode Versuch und Irrtum vor. Dabei füllte er immer mehr Schießpulver in die Hülsen. Über seine Erfolge schrieb er zahlreiche Artikel, Briefe und Bücher.
Daraufhin entwickelte Remington 1955 die Patrone .44 Magnum. Gleichzeitig präsentierte der Waffenhersteller Smith & Wesson aus Springfield, Massachusetts, mit dem Modell 29 erstmals einen sechsschüssigen Revolver der Kaliberbezeichnung .44 Magnum. Richtig populär wurde die .44 Magnum durch den Film Dirty Harry. Zu ihrer Markteinführung war sie die stärkste Patrone für Faustfeuerwaffen, wurde aber von der bereits 1959 vorgestellten .454 Casull übertroffen, wobei letztere wiederum moderneren Patronen wie der .460 S&W Magnum und der .500 S&W unterlegen ist. Die in manchen Filmen getätigten Aussagen zur absoluten Überlegenheit der .44 Magnum resultieren daraus, dass das SAAMI die .454 Casull erst 1997 als Standardpatrone akzeptiert hat.
In Abhängigkeit von der Laborierung und vor allem der Lauflänge der verwendeten Schusswaffe erzielen Patronen des Kalibers .44 Magnum Geschossenergien an der Mündung von knapp unter 1000 bis ca. 1723 Joule. Gebräuchliche Lauflängen liegen zwischen 3 und 12 Zoll, üblich sind 6 bis 6½ Zoll, entsprechend 152–165 mm.
Erst in jüngerer Vergangenheit haben sich auch halbautomatische Selbstladepistolen wie zum Beispiel der Desert Eagle von Israel Military Industries für bekannte Magnum-Kaliber wie .44 am Markt etabliert.
Wegen ihrer Größe, ihres Gewichtes und ihres extremen Schussverhaltens eignen sich Revolver des Kalibers .44 Magnum kaum zum ständigen Führen, etwa im Bereich des Personenschutzes. Ihre Verwendung beschränkt sich häufig auf das Sportschießen und den jagdlichen Einsatz (z. B. zur Abgabe des Fangschusses). Zum Schutz gegen Geschosse des Kalibers .44 Magnum ist eine beschusshemmende Weste der Kategorie NIJ 0101.04 Typ IIIA bzw. SK 2 nach TR PFA erforderlich.

## Andere Bezeichnungen
- .44 Mag.
- .44 Remington Magnum
- 44er Magnum